# Ryan Taylor
Ryan Taylor (Gary, Indiana, 1 de febrero de 1995) es un baloncestista estadounidense que pertenece a la plantilla del Hamburg Towers de la Basketball Bundesliga alemana. Con 1,98 metros de estatura, juega en la posición de escolta.

## Trayectoria deportiva

### Universidad
Jugó una temporada con los Bobcats de la Universidad de Ohio, en la que promedió 8,1 puntos, 2,5 rebotes y 1,3 asistencias por partido. Al término de la temporada, los Purple Aces de la Universidad de Evansville le tentaron con una buena beca deportiva, aceptando la oferta. Tras el año en blanco que impone la NCAA, disputó dos temporadas, en las que promedió 17,2 puntos y 3,3 rebotes por encuentro, siendo incluido en 2018 en el mejor quinteto de la Missouri Valley Conference, tras liderar la conferencia en anotación.
Taylor firmó en mayo de 2018 con Northwestern para la temporada 2018-19 mientras cursó su posgrado. Le quedaba un año de elegibilidad deportiva y pudo competir de inmediato. Acabó promediando 9,8 puntos y 1,9 rebotes por partido.

### Profesional
Tras no ser elegido en el draft de la NBA de 2019, sí lo fue en el Draft de la NBA G League de 2019, en el puesto 24 por los Lakeland Magic, donde no llegó a debutar, siendo cortado justo antes del comienzo de la liga. En el mes de diciembre firmó por los Santa Cruz Warriors, donde acabó a temporada promediando 9,2 puntos y 1,9 rebotes por encuentro.
En la temporada 2020-21, con los Santa Cruz Warriors disputó 14 partidos en los que promedió 8,64 puntos.
El 7 de agosto de 2021, Taylor se unió al Iraklis BC de la A1 Ethniki griega, para disputar la temporada 2021-22.
El 12 de diciembre de 2022, firma por el Basket Brescia Leonessa de la Lega Basket Serie A italiana.